# Université d’Aix-Marseille II
Université d’Aix-Marseille II – francuski uniwersytet mający siedzibę w Marsylii. Uczelnia ma również filię, która mieści się w Aix-en-Provence.
Obecnie na uniwersytecie studiuje ponad 24 000 studentów na wszystkich wydziałach oraz kierunkach.
Uniwersytet specjalizuje się w kształceniu studentów w kierunkach nauk ścisłych, oprócz tego posiada znaną Akademię Wychowania Fizycznego (Faculté des Sciences du Sport), a także wydział inżynierii (École supérieure d'ingénieurs de Luminy), ekonomii (Faculté des Sciences Économiques et de Gestion) oraz akademię medyczną, która kształci na kierunkach medycyny, farmaceutyki oraz stomatologii.

## Wydziały
Uniwersytet dzieli się na następujące wydziały:
- Institut de Mécanique de Marseille – Medycyna i Farmaceutyka
- École de Journalisme et de Communication – Dziennikarstwo i Komunikacja
- Institut Universitaire de Technologie – Nauki Techniczne i Informatyka
- Institut Régional du Travail – Turystyka i Hotelarstwo
- Centre d'océanologie de Marseille – Wydział Oceanografii znajdujący się w centrum Marsylii.

## Historia
Uniwersytet został założony w 1969 roku jako jeden z dwóch, jakie powstały w Marsylii w ramach reformy szkolnictwa wyższego, która dokonała się w 1968 roku.